# Efraín Rodríguez
Efraín Rodríguez ist ein ehemaliger venezolanischer Radrennfahrer.

## Sportliche Laufbahn
Rodríguez war im Bahnradsport und im Straßenradsport aktiv. 1978 wurde er Gesamtsieger der Vuelta al Táchira. Auf der Bahn gewann er mit dem Gran Caracol de Pista 1980 das damals bedeutendste Bahnrennen in Südamerika. 1979 hatte er den 2. Platz hinter Martín Emilio Rodríguez belegt.